# Antonio Téllez Sola
Antonio Téllez Sola (Tarragona, 18 gennaio 1921 – Perpignano, 27 marzo 2005) è stato un giornalista, storico e anarchico spagnolo.

## Biografia
Figlio di un ferroviere partecipò all'insurrezione delle Asturie del 1934. Nel luglio 1936 è a Lérida al momento del golpe di Franco. Aderì alla Federación Ibérica de Juventudes Libertarias e combatté contro i franchisti nella guerra civile spagnola. Alla fine della guerra, nel 1939, andò in esilio in Francia. Internato nel campo di concentramento di Sptfonds, evase e si unì alle formazioni anarchiche nella Resistenza Francese; prese parte, con la 9ª brigata del FFI che erano la denominazione per il territorio interno francese della Francia Libera, ai combattimenti per la liberazione di Rodez. Nel 1944 partecipò al tentativo poi fallito fatto dagli esuli antifascisti spagnoli nella valle dell'Aran che tentavano un attacco diretto al regime fascista di Franco passando attraverso i Pirenei; nel 1944 partecipò all'attacco antifranchista, insieme a numerosi guerriglieri spagnoli (5-7000), detti maquisard, alla valle d'Aran, nel tentativo di colpire al cuore il regime fascista di Franco. Il fallimento dell'attacco, oltre a provocare molti caduti fra i guerriglieri, portò al distacco delle frange comuniste filo staliniste dalla guerriglia a cui fino ad allora avevano partecipato; il distacco ufficiale dalla guerriglia da parte dei comunisti filostalinisti avvenne nel '47. Ciò nonostante Antonio Téllez Sola continuò a partecipare alla guerriglia antifranchista, anche se da allora, e per 20 anni, fu portata avanti solo dagli anarchici e da minoranze di comunisti antistalinisti di probabile provenienza POUM e da miliziani dell'UGT diretta dal PSOE ma con ali vicino alla CNT. Compito di Antonio Téllez Sola era il collegamento con i compagni in esilio. 

Per gran parte della sua vita lavorativa Téllez è stato un giornalista per la France Press. Tuttavia, la sua maggior fama è per i suoi lavori di indirizzo storico sulla resistenza anarchica contro il fascismo di Franco, lotta che per motivi di equilibrio internazionale era molto poco pubblicizzata all'estero; tale lotta proseguì ininterrottamente dal 1939 agli anni sessanta con azioni sporadiche che durarono fino al 1975.
 da estratto libro La Retirada L'odissea di 5000 repubblicani spagnoli dopo la fine della guerra civile dello storico Pietro Ramella
Il suo più noto lavoro in lingua inglese è la sua biografia di Francesc Sabaté Llopart El Quico, tradotto in inglese da Stuart Christie. Téllez ha scritto le biografie di combattenti della resistenza anarchica come Francisco Ponzán Vidal, Agustín Remiro, José Luis Facerías e Salvador Puig Antich.

## Libri principali di Antonio Téllez

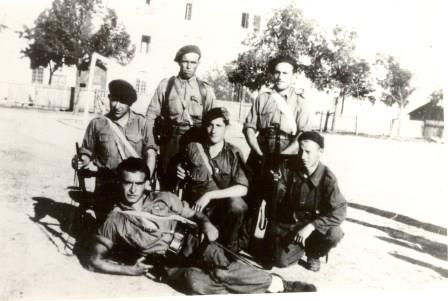
Antonio Téllez nel 1944 (in basso a sinistra).

- Sabaté: Guerrilla Extraordinary ISBN 1-902593-10-3 *
- The Anarchist Resistance to Franco ISBN 1-873605-65-X
- Facerias Guerrilla urbana (1939-1957). La lucha antifranquista del Movimiento Libertario en España y en el exilio.
- Francesc Sabaté Llopart. Guerrilla urbana en España (1945-1960), 1992,
- La Lucha del movimiento libertario contra el franquismo.
- Historia de un atentado aéreo contra el General Franco, 1993,
- El MIL y Puig Antich, 2006,
- La Red De Evasión Del Grupo Ponzán. Anarquistas en la guerra secreta contra el franquismo y el nazismo (1936-1944)
- A guerrilla antifranquista de Mario de Langullo, O Pinche
- Apuntes sobre Antonio García Lamolla y otros andares
- Agustín Remiro: de la guerrilla confederal a los servicios secretos británicos
- Recuerdo
- Álbum de dessins en couleurs (1948)
- 30 años de Ruta en el exilio (historia de FIJL de 1945 a 1974)
- Atalaya, Notas para un eventual esbozo biográfico de José García Tella
- Acción Directa  (1979-2004)
- Tinieblas y sangre (abril de 1949 - julio de 1952)
- Diccionario biográfico de la clandestinidad en España: 1936-1975